# Lublewo Lęborskie
Lublewo Lęborskie is een plaats in het Poolse district  Wejherowski, woiwodschap Pommeren. De plaats maakt deel uit van de gemeente Choczewo en telt 243 inwoners.